# 임정 (891년)
임정(林鼎, 891년 ~ 944년 2월 25일)은 중국 오대십국 시대 십국 오월의 관료로, 오월의 2대 국왕 문목왕 전원관(본명 전전관)・3대 국왕 충헌왕 전홍좌 부자의 2대에 걸쳐 승상을 지냈다. 자는 환문(煥文).

## 생애

### 배경
임정은 891년 당 소종 연간에 태어났다. 그의 아버지 임무은(林無隱)의 집안은 후관(侯官, 지금의 푸젠성 푸저우시) 출신이었으나, 시인으로 유명했던 임무은은 고향을 떠나 명주(明州, 지금의 저장성 닝보시)에서 살았다. 그때의 명주자사 황성(黃晟)은 지식인들을 예우하였고, 임무은은 지원을 위해 그에게 의지하게 되었다. 그래서 임정은 명주에서 태어났다.
임정은 장성하자, 당시 그 지역의 통치자였던 전류(그의 영지는 오월이라는 나라가 되어 있었다)를 알현하러 갔다. 전류는 임정을 절서관찰압아(浙西觀察押牙)로 삼고, 그 직후 그를 자신의 아들 전전관의 막료에 배정시켰다. 전전관은 임정의 재능에 감동받아 종종 그를 중요한 직책에 추천하였으나, 전류는 반응하지 않았다. 어느 날, 전전관이 그의 아버지를 다시 뵈러 가서 임정을 추천하자, 전류는 다음과 같이 대답하였다.
| “ | 임정은 기골이 비상하다. 그는 재상이 되기에는 알맞은 성품을 갖추고 있다. 그러나 나는 그에게 그렇게 큰 영예를 안겨줄 생각은 없다. 네가 그에게 그렇게 해 준다면, 그는 너를 위해서 진심을 다할 것이다. | ” |

### 전원관휘하에서의 사관
932년, 전류가 사망하였다. 전전관(그는 이어 전원관으로 개명하였다)이 나라를 통치하였고, 한동안은 후당의 신하로서 오직 진해군(鎭海軍, 본부는 지금의 저장성 항저우시)・진동군(鎭東軍, 본부는 지금의 저장성 사오싱 시) 2진의 절도사의 직함만을 자칭하였다. 그는 임정을 장서기(掌書記) 겸 진해군 절도판관으로 삼았다.
임정은 전원관 휘하에서 사관하는 동안, 성품이 정직하고 공정하였고 뛰어난 기억력을 보였다고 한다. 그는 서예에도 재능이 있었는데, 특히 구양순과 우세남의 서법에 정통하였다. 그는 중년이 되어서도 열심히 공부하였고, 책들을 읽는 것뿐만 아니라 서적을 수집하는 데도 관여하였다. 또 그는 서적들을 복사하고 부족한 부분들을 보충하는 시간을 가졌다.
937년, 전원관은 오월국왕에 취임한 후, 임정을 장교령(掌敎令)으로 삼았다. 임정은 후에 승상이 되었다. 임정은 승상으로서 어떤 어려운 상의도 회피하는 것 없이 전원관의 국정에 있어서의 문제점을 지적하는 데 주의를 기울였다.
940년, 전원관은 오월의 남쪽 이웃나라인 민나라(민나라 국왕 왕연희와 그의 동생 왕연정 사이)의 내전에 개입하려고 하기 시작하였다. 임정은 그를 말리려고 했으나, 그가 왕연정의 이익을 위하여 개입하고자 대장 앙인전(仰仁詮)과 설만충(薛萬忠)이 지휘하는 분견대를 파견하는 것까지는 막지 못했다. 임무는 왕 형제가 오월군에 맞서 결국 군대를 다시 연합하면서 실패로 돌아가 버렸다. 사람들은 임무를 완수하지 못할 것이라고 예측한 일 때문에, 임정을 존경하였다.

### 전홍좌휘하에서의 사관
전원관은 941년에 사망하였고, 그의 아들 전홍좌가 왕위를 계승하였다. 임정은 승상 직에 머물러 있었다. 그는 944년에 사망하였고, 정헌(貞獻)이라는 시호를 받았다. 그는 저작으로 《오강응용집(吳江應用集)》20권을 남겼다.

## 출전, 주해 및 참고 자료
1. 1 2 3 4 5 6 7 8 9  《십국춘추》, 권86.
2. ↑  《십국춘추》, 권80.
3. ↑  대만 중앙연구원 중국력(中國曆) ↔ 서력(西曆) 변환기
4. ↑  《자치통감》, 권277.
5. ↑  《자치통감》, 권281.
6. 1 2  《자치통감》, 권282.

- 《십국춘추》, 권86.
- 《자치통감》, 권281・282.